# جانوس إرديلي
جانوس إرديلي (بالمجرية: Erdélyi János)‏ هو كاتب ومحامي ومدرس وفيلسوف وصحفي وشاعر مجري، ولد في 1 أبريل 1814 في فيلكي كابوشاني في سلوفاكيا، وتوفي في 23 يناير 1868 في Sárospatak ‏ في المجر.